# King of the Court
King of the Court är en variant av beachvolleyboll.  Namnet kan kopplas till King of the Hill, eller King of the Castle, som är engelska namn på den gamla leken ”Herre på täppan”. Det finns en spelvariant av tennis (för övning eller nöje) som heter just ”King of the Court”. Där handlar det om singelspel, men i varianten ”King of the Court Doubles”, hittar man många likheter med motsvarande koncept för beachvolley. Liknande spelidéer finns även för t.ex. padel och bordtennis.

## Historik
Konceptet King of the Court för beachvolley utarbetades i Nederländerna av medarbetare på företaget Sportworx, och en testtävling hölls i Utrecht 2017. Året därpå prövades de första officiella tävlingarna enligt konceptet förutom i Utrecht även i Amsterdam, Antwerpen, Waikīkī och Huntington Beach. Under 2019-2022 har tävlingar hållits i bl.a. Utrecht, Doha, Breda, Rio de Janeiro och Hamburg.

## Spelets idé
En turnering innehåller ett antal spelomgångar som spelas på en spelplan för beachvolley. Varje omgång består normalt av tre rundor och startar med fem deltagande lag, men två lag kommer att bli utslagna under spelets gång. Utslagna lag kan dock ibland komma igen efter återkval. 
Man spelar på tid och lagen samlar poäng genom att vinna bollar. Det är vid varje tidpunkt två spelande lag på plan, medan övriga lag väntar på sin tur. Varje runda varar 15 spelminuter (med eventuellt undantag för tredje rundan, se nedan under 'Spelets gång'). De två första rundorna resulterar bägge i att laget med lägst poäng åker ut. I tredje rundan avgörs de tre återstående lagens inbördes placering. Vinnarlaget får 'guldbollen', vilken ger fördelar i nästa omgång av turneringen.
Beroende på antalet deltagande lag kan en turnering ha olika upplägg. Antalet lag i spelomgångarna, normalt fem varav tre går vidare, ger vissa problem när det gäller det gängse systemet med åttondels-, kvarts-, och semifinaler, som ska leda till finalen. En stor turnering kan starta med gruppspel, varifrån 15 lag till slut går vidare till tre spelomgångar som kallas för kvartsfinaler. Från dessa blir sedan totalt nio lag direktkvalificerade till två semifinaler, men det behövs ett ytterligare lag. Det utses genom återkval bland de utslagna lagen. Av de tio lagen i de två semifinalerna kan ju sedan bara fem gå till final, vilket betyder att bara ettan och tvåan i varje semi är klara direkt, och att övriga lag får tävla i ett återkval om den femte platsen.
Det lag som till slut står som vinnare i finalomgången vinner turneringen och blir Kings of the Court eller Queens of the Court. De hyllas vid prisceremonin med mantlar och kronor.
Poängräkningen skiljer sig på några punkter från den vanliga i beachvolleyboll. De snabba bytena av lag är en annan påfallande skillnad. En runda blir som en serie av korta ”delmatcher” som alltid startar med en serve från utmanarlaget och slutar när något lag vunnit bollen.

### Reglerna i sammanfattning
- Varje omgång startar normalt med 5 beachvolleylag och omfattar 3 rundor med 15 minuters spel vardera.
- Planen är indelad i en utmanarsida och en kungsida (alternativt: drottningsida).
- Turordningen bestäms i början genom lottdragning med fem stora spelkort, där ess är högst.
- Ess vid lottningen betyder att laget startar första rundan på kungsidan.
- Det lag som vinner en hel runda startar på kungsidan i nästa runda.
- Två av lagen är alltid på plan, och övriga lag väntar utanför på sin tur att spela.
- Lagen bestämmer själva vem av de två spelarna som servar.
- Varje delmatch (rally) startar med en serve från utmanarsidan och spelas tills bollen är död.
- Det lag som förlorar bollen lämnar planen och får vänta tills det är deras tur att utmana nästa gång.
- Byte av lag på spelplanen får högst ta 8 sekunder.
- Endast laget som befinner sig på kungsidan kan få poäng. De är alltid servemottagare.
- Om utmanarlaget vinner bollen flyttar de till kungsidan (men får ingen poäng för det).
- Om utmanarlaget servar fel, lämnar de planen direkt. Laget på kungsidan stannar kvar.
- Kungslaget får inte poäng för varje felserve, men efter tre sådana fel i rad får de 1 poäng.
- Om det blir spel om bollen och laget på kungsidan vinner bollen, stannar de kvar och får 1 poäng.
- Vinner kungslaget även mot nästa lag genom spel, får de ytterligare 1 poäng, osv.
- Hur länge ett lag klarar sig kvar på kungsidan i ett sträck mäts i tagna poäng, inte i tid. Det lag som har längsta sejour (longest stay) i en runda har en fördel av det.
- Den tredje rundan kan avslutas genom att något lag uppnår 15 poäng; annars pågår den tills tiden (15 minuter) är ute. Detta avslut gäller enbart i finalomgången.
- I den femtonde minuten av tredje rundan ges kungslaget 1 poäng även vid felserve från utmanarlaget.
- Inget lag kan ta timeout, men domaren blåser för en minuts paus för samtliga efter tio minuters spel i varje runda.
- En speciell signal ges när en runda är slut, men om en boll är i spel då, ska den spelas färdigt.

För själva spelet i övrigt (nät, linjer, tillslag, etc.) gäller gängse regler för beachvolleyboll.

### Spelets gång
En spelomgång startar normalt med fem lag och består av tre rundor med 15 minuters speltid vardera. Lagen presenteras och får dra spelkort för att avgöra den inbördes spelordningen.
Det lag som har lägst poäng när den första rundan är slut är i och med det utslaget ur omgången. Om det visar sig att två lag har samma poäng, tittar man först på vilket lag som haft längsta sammanhängande ”sejour" på kungsidan (längden räknas som antal, i en följd, intjänade poäng). Laget med längsta sejour (longest stay) går vidare. Skulle bägge lagen även ha lika lång bästa sejour, går det lag vidare som först uppnådde denna.
Efter en paus fortsätter spelet. Andra rundan startar då med fyra lag, i en ordning baserad på lagens poäng i den första rundan. Ettan startar på kungsidan och tvåan startar som första utmanare. Trean och fyran blir nästa utmanare. Det lag som ligger sist när rundan är slut utgår, enligt samma regler som i första rundan.
Efter andra pausen startar tredje rundan med de återstående tre lagen (i en ordning baserad på lagens poäng i den andra rundan). Nu ska den inbördes placeringen avgöras för de tre lagen. Vinnarna är det lag som i sista rundan har högst poäng när slutsignalen har gått. Om två lag har samma poäng, gäller resonemanget om längsta sejour (och ev. när den uppnåddes). Är det fråga om en finalomgång kan tredje rundan avgöras genom att ett lag uppnår 15 poäng innan tiden är ute.
Undantag från regeln om fem lag och tre rundor i en spelomgång blir nödvändiga i en turnering. Från de två semifinalomgångarna går t.ex. bara ettan och tvåan direkt vidare till final. För att då få ett femte lag till finalen behövs ett återkval. De fyra lag som kom trea och fyra i semifinalerna möts i en särskild runda där de får tävla om den sista finalplatsen.